# レム・ヴャヒレフ

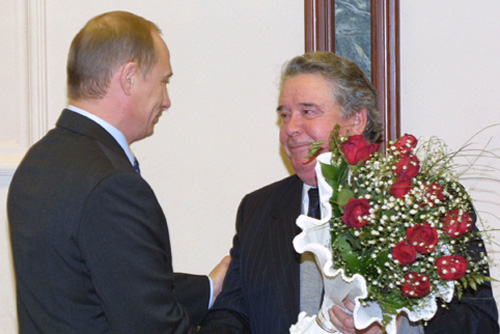
ヴャヒレフ（右・2001年）

レム・イヴァーノヴィチ・ヴャヒレフ（ロシア語: Рем Ива́нович Вя́хирев、Rem Ivanovich Vyakhirev、1934年8月23日 - 2013年2月11日）は、ロシアの官僚、実業家。元ガスプロム社長。

## 来歴
1934年クイビシェフ州に生まれる。クイビシェフ工業大学卒。1983年ソ連ガス工業省次官。1986年同省第一次官に就任する。1989年国家ガスコンツェルン「ガスプロム」の副社長に就任。1992年同社の社長となる。
ガスプロム出身であったヴィクトル・チェルノムイルジン首相の後ろ盾もあり、アナトリー・チュバイスやボリス・ネムツォフらガスプロムの分割を目論む急進改革派とは対立関係にあった。また、ガスプロムはヴャヒレフ社長の時代に納税を滞納したため、税務当局からも目の敵にされる。ヴャヒレフ自身もエリツィン大統領に召還され、テレビの前で脱税者と罵られたこともあった。
ヴャヒレフは独立新聞から「ロシアの50人の企業家」の番付ランキング第一位にノミネートされたこともある。一方で、息子のユーリ・ヴャヒレフがガスプロムの子会社・ガスエクスポルト社長に就任したことや娘のタチアナ・デジコワがインターガスコンプレクト社の株式18％保有したことなどについて、縁故主義を激しく非難された。2001年5月に社長を退き、エネルギー産業省の次官だったアレクセイ・ミレルと交代、会長となる。2002年会長を辞任。2013年2月11日、モスクワにて78歳で死去。